# Rue Henri-Murger
La rue Henri-Murger est une voie du 19e arrondissement de Paris, en France.

## Situation et accès
La rue Henri-Murger est une voie publique située dans le 19e arrondissement de Paris. Elle débute au 37, avenue Mathurin-Moreau et se termine au 66, avenue Secrétan.

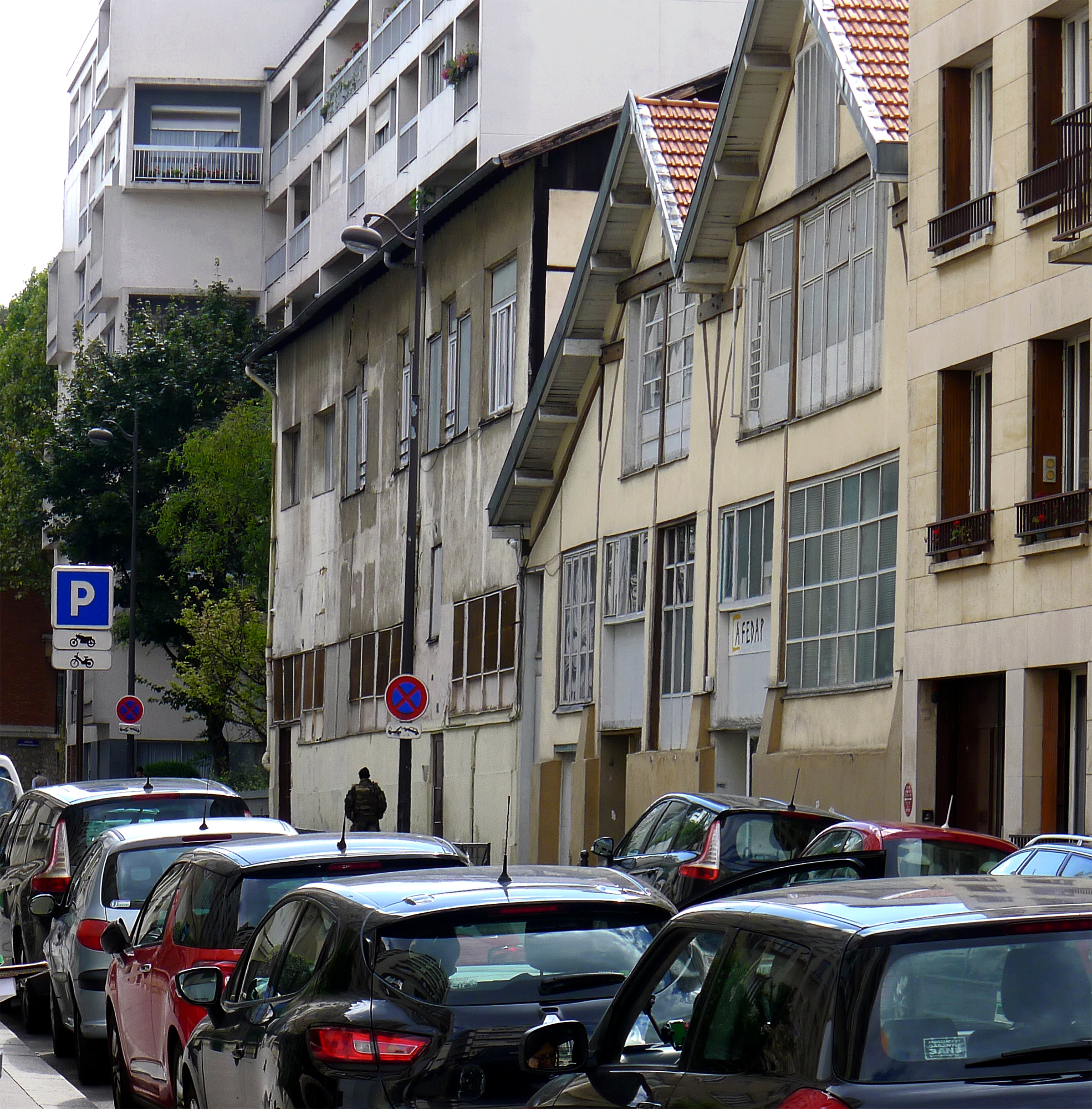
Vieilles maisons.

## Origine du nom
Elle porte le nom de l'écrivain français Henri Murger (1822-1861).

## Historique
Cette voie est ouverte en 1899 par la Société immobilière des Buttes Chaumont et prend sa dénomination actuelle par un arrêté du 2 août 1899.
Elle est classée dans la voirie parisienne par un décret du 12 juin 1903.